# دون مکنزی (ورزشکار)
دون مکنزی (انگلیسی: Don MacKenzie; ۳۰ دسامبر ۱۸۷۴ – ۱۲ نوامبر ۱۹۲۵) قایقران روئینگ اهل کانادا بود.
وی در مسابقات کشوری و بین‌المللی در مجموع برندهٔ ۱ مدال نقره شده‌است.